# Observatorio Astronómico Sormano
El Observatorio Sormano (en italiano: Osservatorio Astronomico Sormano), es una instalación astronómica situada al norte de Milán, Italia. Localizado cerca de la frontera suiza, a una altitud de 1000 metros, en el pueblo de montaña de Sormano en los pre-Alpes, el observatorio fue fundado y financiado por una institución privada, el Gruppo Astrofili Brianza. Su construcción data de 1986.
Tiene el código 587 de la Unión Astronómica Internacional.

## Actividades
El observatorio es conocido por sus observaciones astrométricas de cometas y planetas menores del Sistema solar. Después de su puesta en servicio en enero de 1989, varios astrónomos aficionados como Marco Cavagna, Valter Giuliani, Piero Sicoli, Pierangelo Ghezzi, Francesco Manca, Paolo Chiavenna, Graziano Ventre y Augusto Testa han hecho sus descubrimientos de planetas menores en el observatorio utilizando el "Telescopio Cavagna" de 50 cm de diámetro, un astrógrafo Ritchey-Chrétien.
Los astrónomos de Sormano han desarrollado sus propios programas de ordenador para hacer observaciones de seguimiento de objetos próximos a la Tierra, como los asteroides (4179) Toutatis y (99942) Apophis.
El asteroide (6882) Sormano (perteneciente a la familia Eunomia) descubierto por Piero Sicoli y Valter Giuliani, fue nombrado en honor del pueblo cercano al observatorio. La designación fue publicada el 3 de mayo de 1996 (M.P.C. 27130).

## Descubrimientos
El Observatorio ha descubierto numerosos asteroides, entre los que figuran (6882) Sormano, (79271) Bellagio, (9115) Battisti, (18556) Battiato y (12405) Nespoli.
El Centro de Planetas Menores también asigna el descubrimiento del asteroide (344581) Albisetti directamente al Observatorio Astronómico Sormano. Recibe su nombre del médico italiano Walter Albisetti (1957–2013).